# آنا ماي أكواش
آنا ماي أكواش (بالإنجليزية: Anna Mae Aquash)‏‏ (27 مارس 1945 - ديسمبر 1975 ) ناشِطة، وسياسية من كندا.